# NGC 4522
NGC 4522 је спирална галаксија у сазвежђу Девица која се налази на NGC листи објеката дубоког неба.
Деклинација објекта је + 9° 10' 27" а ректасцензија 12h 33m 39,7s. Привидна величина (магнитуда) објекта NGC 4522 износи 12,1 а фотографска магнитуда 12,8. Налази се на удаљености од 17,155 милиона парсека од Сунца. NGC 4522 је још познат и под ознакама UGC 7711, MCG 2-32-137, CGCG 70-168, VCC 1516, IRAS 12311+0926, PGC 41729.